# Clasmocitose
Clasmocitose (português europeu) ou exocitose (português brasileiro) é um processo celular fundamental em que vesículas intracelulares se fundem com a membrana plasmática para liberar seu conteúdo para o meio extracelular. Essa via é essencial para diversas funções celulares, incluindo secreção de neurotransmissores, hormônios, enzimas digestivas, e também para a renovação da membrana plasmática. 

## Etapas
Durante a exocitose, vesículas transportadoras, formadas no complexo de Golgi ou provenientes de endossomos, se deslocam até a membrana plasmática utilizando o citoesqueleto como trilho (com auxílio de proteínas motoras como cinesinas e dineínas). Quando a vesícula atinge a membrana, proteínas específicas chamadas SNAREs (soluble NSF attachment protein receptors) mediam a fusão da membrana da vesícula com a membrana plasmática, permitindo que o conteúdo da vesícula seja liberado para fora da célula. 
Existem dois tipos principais:
- Exocitose constitutiva: ocorre continuamente em todas as células para manter a composição da membrana e secretar proteínas. [1]
- Exocitose regulada: ocorre em resposta a sinais específicos, como a chegada de um potencial de ação em neurônios, que leva à liberação de neurotransmissores. [1]